# نادیا روتزبرگر-راسپ
نادیا روتزبرگر-راسپ (انگلیسی: Nadia Röthlisberger-Raspe; ۳۰ ژوئن ۱۹۷۲ – ۹ فوریهٔ ۲۰۱۵) ورزشکار کرلینگ اهل سوئیس بود.